# Antonio Zucchi
Antonio Pietro Francesco Zucchi ARA (1 tháng 5 năm 1726 – 1 tháng 12 năm 1795) là một họa sĩ và nhà đồ họa in ấn người Ý thời kỳ Tân cổ điển.

## Cuộc đời
Zucchi sinh ra ở Venezia. Ông được giáo dục bởi chú của mình, Carlo Zucchi. Ông cũng là học trò của Francesco Fontebasso và Jacopo Amigoni.

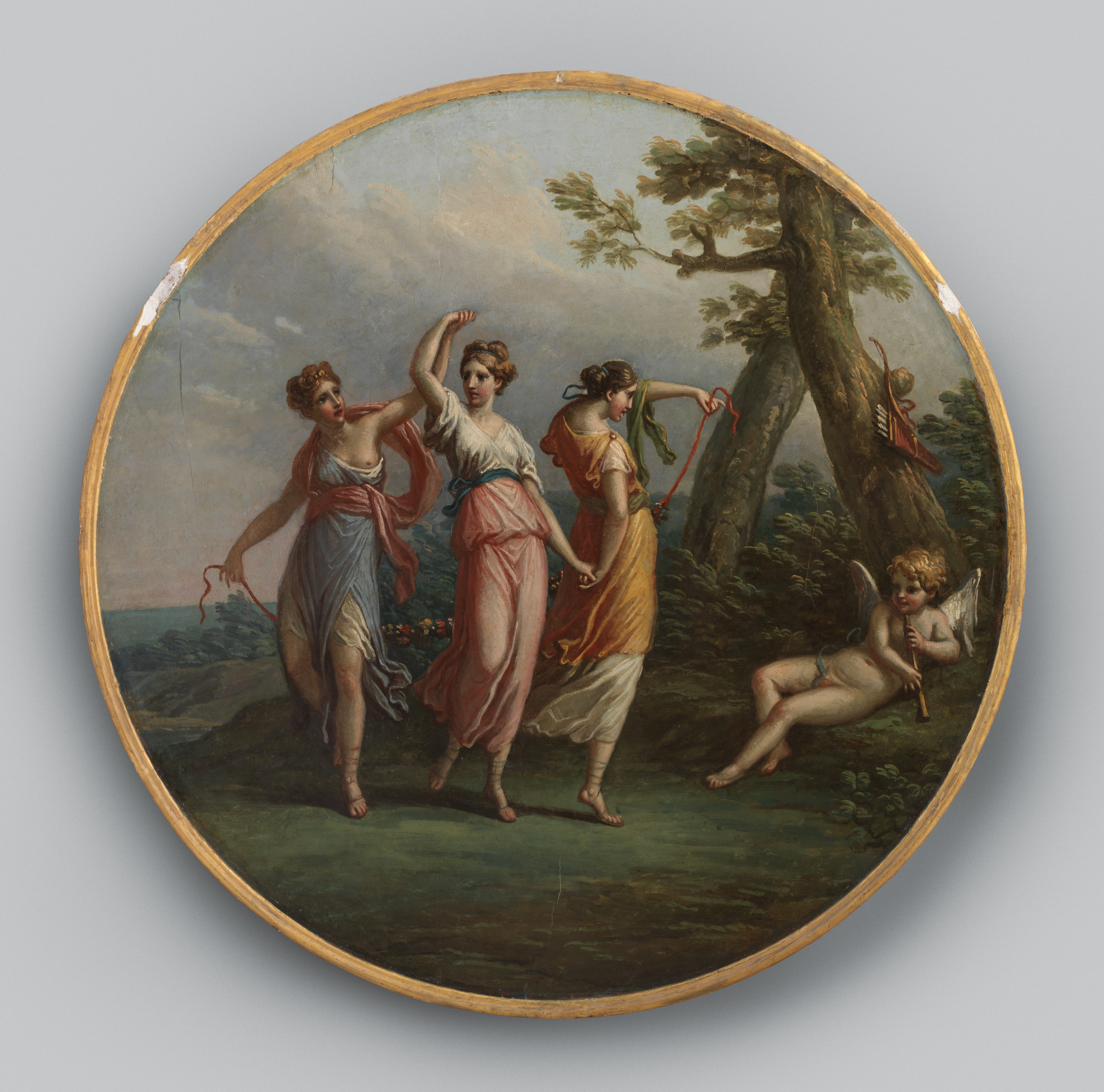
"Three dancing nymphs and a reclining cupid in a landscape" by Zucchi

Ông kết hôn với Angelica Kauffman, người cũng là họa sĩ năm 1781, người cuối đời cùng ông chuyển đến Roma. Ở Roma, ông đã cho ra đời một số bản khắc axít của các bức tranh capriccio và veduta vẽ về các tòa nhà cổ điển hoặc tàn tích Ông đã cộng tác cùng Robert Adam trong quá trình trang trí cho các công trình ở Anh, trong đó có Kenwood, Newby Hall, Osterley Park, Nostell Priory, và Luton House.
Năm 1756, ông được bầu làm thành viên của Accademia di Belle Arti ở Venezia. Ở Anh, ông được bầu làm hội viên của Royal Academy of Arts năm 1770.
Quý cô Boringdon đã ủy thác cho ông việc sơn trần của các căn phòng do Robert Adam thiết kế lại tại Saltram House ở Devon. Bà cũng mua tranh của vợ để trưng bày trong ngôi nhà.
Ông qua đời ở Roma năm 1795.